# Thomas Choe Yang-eop
Thomas Choe Yang-eop ou Ch'oe Yang-Ōp Thomas est un prêtre catholique coréen, né le 1er mars 1821, mort le 15 juin 1861.
À l'époque de la dynastie Joseon, il parcourt la Corée en proie aux persécutions, pour administrer les sacrements aux chrétiens dans leurs cachettes, jusqu'à sa mort. Le 26 avril 2016, le pape François reconnaît l'héroïcité de ses vertus et il est proclamé « vénérable ».

## Biographie
Choe Yang-eop Thomas naît le 1er mars 1821 à Saeteo, un village catholique en Corée. Il est le fils de saint François Choe Kyong-hwan et de la bienheureuse Marie Yi Seong-rye,. Pendant son enfance, il suit son père d'un endroit à l'autre pour éviter les persécutions. Après une longue période de voyages, il s'installe à Burisan.
Thomas rencontre le prêtre Pierre Maubant des Missions étrangères de Paris lors de la venue de celui-ci en Corée, et l'impressionne au point que le prêtre décide de prendre Thomas comme séminariste. À partir du 6 février 1836 il est invité chez Pierre Maubant pour prendre des leçons de latin, un prérequis pour la prêtrise. Lui et son camarade séminariste André Kim Taegon (1821-1846) sont choisis pour vivre avec Maubant ; ils logent et travaillent avec le prêtre.
Le 3 décembre 1836, lui et les autres séminaristes posent leurs mains sur la Bible et prêtent le serment d'obéissance avant de poursuivre leurs études à Macao. Le groupe y arrive le 7 juin 1837. En novembre 1837, Thomas interrompt ses études en raison du décès de son ami et camarade François Xavier Choe, mort des suites de la fièvre. En 1839, il part temporairement pour Manille en raison de troubles à Macao mais y revient à la fin de l'année. En avril 1842, il quitte Macao avec son camarade André Kim pour servir d'interprètes à des Français, mais ceux-ci renoncent une fois arrivés à Nankin, ce qui permet aux deux séminaristes de rejoindre Liaodong puis de rentrer chez eux en Corée.
Les deux compagnons se rendent à Xiaobajiazi en Mandchourie et poursuivirent leur éducation à la prêtrise sous la direction de Mgr Ferréol. En 1843, par l'intermédiaire de Libois, Thomas Choe rejoint l'Ordre du Cœur Immaculé de Marie basé à Paris. Mgr Ferréol reçoit les deux séminaristes au diaconat le 10 décembre 1844. André Kim est ordonné prêtre peu après et part avec l'évêque et le père Anthony Daveluy pour la Corée, tandis que Thomas Cheo reste avec le père Joseph Maistre à Xiaobajiazi,.
Thomas Choe recherche un itinéraire pour rentrer chez lui et rencontre des émissaires secrets de l'Église catholique coréenne ; ceux-ci lui apprennent la persécution de 1845 au cours de laquelle son ami André Kim a été décapité. Les envoyés convainquent Thomas qu'il est inutile de rentrer chez lui. Il se rend alors au siège extrême-oriental, qui a été transféré à Hong Kong. Il y traduit en latin Les réalisations des martyrs coréens. En août 1847, il monte à bord d'un navire de guerre français et tente de rencontrer les envoyés secrets dans son pays d'origine. Ses tentatives échouent et il abandonne l'idée de rentrer chez lui pour le moment.
Il s'installe à Shanghai et est enfin ordonné prêtre le 15 avril 1849. Le célébrant qui préside à son ordination est l'évêque franciscain Francesco Xavier Maresca. Le nouveau prêtre Thomas Choe quitta Shanghai le mois suivant et se rend à Liaodong où il commence son ministère pastoral sous la direction de Siméon-François Berneux. Il rencontre Maistre en novembre 1849, puis des émissaires coréens le 3 décembre 1849. Il retourne alors dans son pays natal, alors que Maistre ne pouvait craindre qu'il ne soit exposé à une possible persécution,.
Il rencontre Ferréol et Daveluy et commence à rendre visite aux chrétiens coréens cachés. Il parcourt de larges régions, visite les communautés chrétiennes et leur traduit des textes spirituels. Au début de 1860, il a visité environ 3 815 chrétiens. Il est parfois pris pour un étranger et chassé des villages. Une fois en 1859, il est sévèrement battu par les autorités locales et les non-croyants, et est également chassé d'une auberge à moitié nu.
Thomas Choe meurt le 15 juin 1861 des suites d'une fièvre typhoïde. Le père John Pourthia a entendu parler de sa maladie et a pu le rejoindre avant sa mort. Ses funérailles solennelles sont célébrées cinq mois plus tard ; ses restes sont inhumés dans un monticule derrière le séminaire Baeron.

## Procédure de béatification
L'étude en vue de la possible béatification de Thomas Choe débute en 1996 dans le diocèse de Cheongju. La Congrégation pour la cause des saints donne le Nihil obstat à l'introduction de la cause le 5 mars 2010.
Le pape François reconnaît le 26 mars 2016 que Thomas Choe a pratiqué les vertus chrétiennes à un degré héroïque, ce qui lui confère le titre de « vénérable ».

## Autres hommages
C'est à l'occasion du 200e anniversaire de la naissance du père Thomas Choe Yang-eop que le sanctuaire du Martyre de Haemi dans la municipalité de Seosan est reconnu par le Vatican comme lieu de pèlerinage international,.